# Louis Rutten (geoloog)
Louis Martin Robert Rutten (Maastricht, 4 juni 1884 - Utrecht, 11 februari 1946) was een Nederlandse geoloog. Zijn belangrijkste bijdrage aan de geologie was het geologisch karteren van gebieden in Nederlands-Indië, Cuba en de Nederlandse Antillen. Zijn zoon is de geoloog en bioloog Martin Rutten.

## Biografie
Rutten studeerde aan de Universiteit van Utrecht, waar hij een leerling van C.E.A. Wichmann was. Hij promoveerde in 1909 op een paleontologisch onderwerp. Korte tijd daarna trad hij in het huwelijk met Johanna Catharina Pekelharing, die hem op al zijn omzwervingen zou vergezellen.
Na zijn afstuderen trad hij in dienst van de Bataafsche Petroleum Maatschappij, die hem uitzond naar Borneo om olie te zoeken. Van 1917 tot 1919 leidde Rutten een wetenschappelijke expeditie naar Ceram, waarna hij achtereenvolgens werd uitgezonden naar Argentinië, Cuba, Mexico en Peru.
In 1921 werd Rutten, als opvolger van Wichmann, benoemd tot hoogleraar in de geologie, paleontologie, mineralogie en kristallografie aan de Universiteit van Utrecht. Door zijn werk als exploratiegeoloog gaf hij aan dit werk vooral een praktische richting. Hij nam studenten mee op excursies en ook op maandenlange expedities, om hen in de praktijk geologie aan te leren. In 1930 leidde hij een expeditie naar de Nederlandse Antillen en in 1933 en 1938 expedities naar Cuba. Hij schreef een aantal publicaties over de geologie van Nederlands-Indië en West-Indië.
In 1923 werd hij benoemd tot lid van de Koninklijke Nederlandse Akademie van Wetenschappen, (KNAW), en in 1935 tot Fellow of the Geological Society of America.
- Bibliothèque nationale de France: cb124484558 (data)
- Biografisch Portaal: 39752168
- CiNii: DA06309839
- Digitale Bibliotheek voor de Nederlandse Letteren: rutt019
- Gemeinsame Normdatei: 101300573
- International Standard Name Identifier: 0000 0001 0938 8775
- Library of Congress Control Number: n83825044
- Bibliotheek van het Japanse parlement: 00652454
- Nationale Bibliotheek van Israël: 987007349745905171
- Nederlandse Thesaurus van Auteursnamen: 091362911
- SNAC: w6tc3wzh
- Système universitaire de documentation: 07905207X
- Virtual International Authority File: 117297066
- WorldCat: E39PBJxRCMPcrrCdQCGQvw63Qq